# Jason James Richter
Jason James Richer, född 29 januari 1980 i Medford, Oregon, är en amerikansk skådespelare. 
Han flyttade till Hawaii som treåring med sin familj, och blev vid denna tid upptäckt av en japansk talangscout och blev genom detta kontrakterad till att spela den allamerikanska pojken tre gånger på japansk tv. Efter detta fortsatte den unga Jason att vara skådespelare, och fick sitt stora genombrott i filmerna om den snälla valen Willy, i filmerna Rädda Willy. Hans roll var Jesse, den övergivna unga pojken som blir bästa vän med detta stora djur, Willy. Han gjorde även ett inhopp i en Michael Jackson-video, Have you seen my childhood. vid 2001 spelade han i en film vid namn "Ricochet river" med Kate Hudson. Filmen blev dock aldrig riktigt så hyllad som den borde ha blivit med tanke på prestationerna. Han spelade även en lite elak och bortskämd trollkarl i den amerikanska tv komedin Sabrina, tonårshäxan i ett avsnitt. 
Efter några år utanför skådespealrområdet så återkom Jason 2008 genom att medverka i ett avsnitt i tv-serien Bones. Han spelade i detta avsnitt en clown. Han är med i filmen en ny start.